# Рюрик Гисласон
Рюрик Гисласон (исл. Rúrik Gíslason; родился 25 февраля 1988 года в Рейкьявике, Исландия) — исландский футболист, игравший на позиции полузащитника.
Выступал за сборную Исландии. Участник чемпионата мира 2018 года.

## Клубная карьера

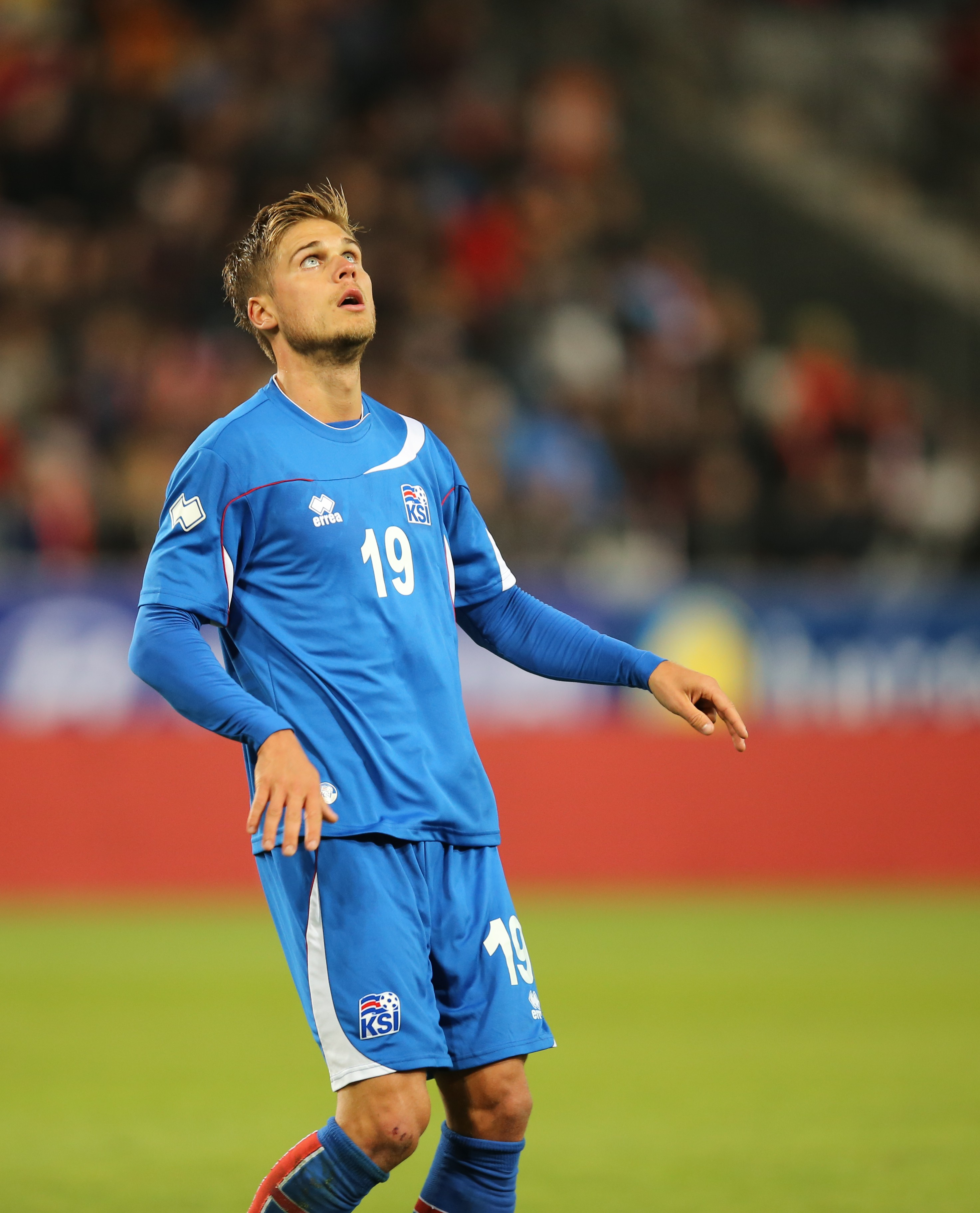
Гисласон в составе сборной Исландии

Рюрик начал заниматься футболом на родине в «Коупавогюре», а также на стажировке в бельгийском «Андерлехте». В 2005 году его заметили скауты английского «Чарльтон Атлетик» и пригласили в команду. Из-за высокой конкуренции Рюрик не смог дебютировать за клуб и в 2007 году перешёл в датский «Виборг». В 2009 году он забил 15 мячей, став одним из лучших бомбардиров первого датского дивизиона. Летом того же года он перешёл в «Оденсе». 19 июля в матче против «Брондбю» Рюрик дебютировал в датской Суперлиге. 26 сентября в поединке против «Норшелланна» Рюрик забил свой первый гол за новый клуб.
В 2012 году Рюрик перешёл в «Копенгаген». Сумма трансфера составила 800 тыс. евро. В 2013 году Гисласон помог «Копенгагену» выиграть титул чемпиона Дании. 11 августа в матче против «Норшелланна» он забил свой первый гол за клуб.
Летом 2015 года Гисласон подписал контракт с немецким «Нюрнбергом». 27 июля в матче против «Фрайбурга» он дебютировал во Второй Бундеслиге. В начале 2018 года Рюрик перешёл в «Зандхаузен». 23 января в матче против «Ингольштадт 04» он дебютировал за новую команду. 3 марта в поединке против «Эрцгебирге» Гисласон забил свой первый гол за «Зандхаузен».

## Международная карьера
В 2011 году Рюрик в составе молодёжной сборной Исландии принял участие в молодёжном чемпионате Европы в Дании.
13 октября 2009 года в товарищеском матче против сборной ЮАР Гисласон дебютировал в сборной Исландии. 11 августа 2010 года в поединке против сборной Лихтенштейна Рюрик забил свой первый гол за национальную команду.
В 2018 году Гисласон принял участие в чемпионате мира в России. На турнире он сыграл в матчах против команд Нигерии и Аргентины.

### Голы за сборную Исландии
| #   | Дата            | Место                                 | Противник   | Счёт | Результат | Соревнование                     |
| --- | --------------- | ------------------------------------- | ----------- | ---- | --------- | -------------------------------- |
| 01. | 11 август 2010  | Лаугардалсвёллур, Рейкьявик, Исландия | Лихтенштейн | 1:0  | 1:1       | Товарищеский матч                |
| 02. | 10 октября 2014 | Сконто, Рига, Латвия                  | Латвия      | 0:3  | 0:3       | Чемпионат мира 2014 квалификация |
| 03. | 31 марта 2015   | А. Ле Кок Арена, Таллин, Эстония      | Эстония     | 1:0  | 1:1       | Товарищеский матч                |

## Достижения
Командные
 «Копенгаген»
- Чемпионат Дании по футболу — 2012/2013
- Обладатель Кубка Дании — 2014/2015